# Pławnik (Gniezno)
Pławnik – dzielnica mieszkaniowa w południowo-wschodniej części Gniezna pomiędzy ulicą Wolności a Lasem Miejskim. 
Zabudowa willowa pochodzi z lat powojennych. Częściowo zachowane jest też budownictwo wiejskie i baraki mieszkalne.  W okolicach ulicy Sosnowej powstają nowe osiedla zabudowy jednorodzinnej. Pławnik wchodzi w skład Osiedla nr VI - Grunwaldzkie. Na terenie dzielnicy znajduje się klasztor sióstr Pallotynek. Od zachodu graniczy z dzielnicą Pustachowa, od północy z dzielnicą Osiedle Grunwaldzkie i Osiniec, od wschodu z Lasem Jelonek, od południa z Lasem Miejskim i wsią Goczałkowo.